# Branko Arnšek

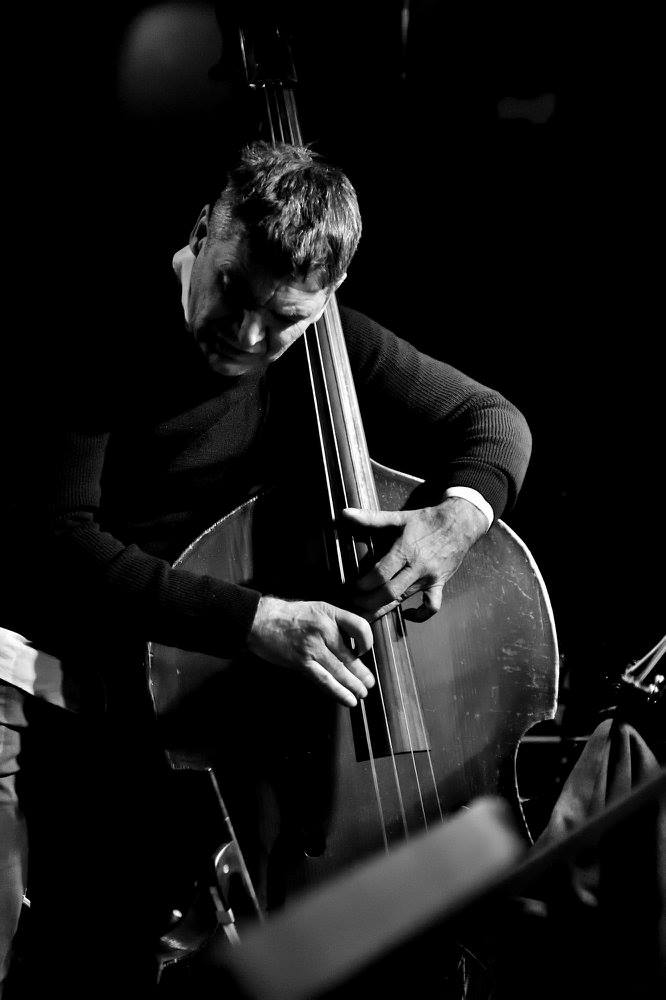
Branko Arnšek

Branko Arnšek (* 29. April 1959 in Celje) ist ein Bassist, Komponist, Musikproduzent und Dozent slowenischer Abstammung.

## Leben und Wirken
Branko Arnšek studierte an der Swiss Jazz School zwischen 1988 und 1994 bei Jimmy Woode und Peter Frei Kontrabass. Seit 1991 ist Branko Arnšek Lehrkraft an der Stuttgarter Musikschule, seit 2016 Fachbereichsleiter für Pop-Rock-Jazz. Arnšek arbeitete als Bassist und Komponist in unterschiedlichsten Formationen im Bereich Modern Jazz, Gypsy-Jazz, Mainstream und Latin in ganz Europa.
Seit 2022 ist er festes Mitglied bei Grupo Sal. Branko teilte die Bühne mit Musikern wie Benny Golson, Billy Higgins, Dave Liebman, Andy Maile, Daniel Messina, Gismo Graf, Alexander Kuhn, Gee Hye Lee, Herbert Christ, Christoph Grab, Wawau Adler, Daniel Schenker, Romeo Franz, Vincent Klink, Bernd Marquart, Claus Stötter, Hans Fickelscher, Antoine Fillon u. v. a.
Arnšek war Stipendiat der Gema, der Gesellschaft zur Verwertung von Leistungsschutzrechten, des Deutschen Musikrats und des Ministeriums für Wissenschaft, Forschung und Kunst Baden-Württemberg.

## Projekte und Veröffentlichungen
Der erste Tonträger mit dem Modern Jazz Quartett The White Diamonds (Kontrabass, Komposition) erschien 1992 beim Hammer Musikverlag Stuttgart. Darauf folgte 1993 eine Veröffentlichung bei Edition Musicat mit der Band Aquarella Latina (E-Bass, Komposition). Mit den White Diamonds folgten Auftritte bei Jazzfestivals in St. Petersburg und Petrosawodsk, Murmansk, Jaroslawl, Moskau und Gomel. Udhai Mazumdar, Begleiter und Schüler Ravi Shankars und Plattenpapzt, DJ von Thomas D erweiterten später die Band. Die Doppel-CD "Walk on" fasst seine 10-jährige Arbeit als Bassist und Komponist in der Band zusammen.
2001 erschien die erste Gypsy-Jazz-Veröffentlichung Mari gidli mit dem Zigeli Winter Quintett auf dem eigenen Label 59music im Vertrieb bei Sony. Die zweite Me digom les glei beim Label Chaos des Bauer Studios. (Bassist, Komposition). 
2006 erschien die erste Veröffentlichung Con la clave des kubanischen Salsa-Orchesters Tokame mit Yaqueline Castellanos und ihrer Tochter Olvido Ruiz als Frontsängerinnen. (Produzent, Musiker, Komposition).
Wedeli Köhler konnte leider nicht mehr die Veröffentlichung Hommage á Django bei 7Jazz 2011 miterleben. Neben seinem Sohn Sascha waren Mano Guttenberger und Branko Arnšek Mitglieder des Quartetts.
Die Guttenberger Brothers mit Mano Guttenberger, Knebo Guttenberger, Stefan Koschitzki, Frank Eberle, Christoph Raff und Branko Arnšek veröffentlichten 2014 die CD #ONE. Die Produktion und die Kompositionen mit deutschen Texten verantwortet Arnšek.
Im selben Jahr erschien die zweite Veröffentlichung Eres la tierra mas linda des kubanischen Salsa-Orchesters Tokame (Komposition, Produktion, Bass).
2015 gründet Branko Arnšek die Agentur / Cuba-Events mit Stefan Riegel. Das The cuban orquesta wurde gegründet und der Tonträger Renacimiento erschien 2023 (Produktion, Bass).
Die erste Veröffentlichung unter eigenem Namen erscheint im gleichen Jahr Move closer! mit seiner Formation Branko Arnsek Sextett. Alle Titel entstammen der Feder Arnšeks.

## Diskographische Hinweise
- The White Diamonds – Aurophon 1992
  - Acuarela Latina – Edition Musikat 1994 (u. a. mit Daniel Messina)
- Walk on – House of Audio 1999 (u. a. mit Udhai Mazumdar und Plattenpapzt)
- Mari Gidli – 59music 2001
  - Chaos con celerità – Musikhochschule Stuttgart 2003 (mit Gee Hye Lee)
- Me digom les glei – Chaos 2007
- Fisch am Stiel – 59music 2009
- Con la clave – 59music 2011 (u. a. mit Lukmil Perez)
  - Hommage a Django – 7us 2011 (u. a. mit Wedeli Köhler, Mano Guttenberger)
- #ONE – 59music/H´Art 2016 (u. a. mit Mano Guttenberger, Knebo Guttenberger)
- Eres la tierra mas linda – 59music/H´Art 2016
- Move closer! – 59music/Galileo 2023 (u. a. mit Anton Mangold)
- Renacimiento – 59music/Galileo 2023